# مارتينيانو
مارتينيانو (بالإيطالية: Martignano)‏ هي بلدية في مقاطعة ليتشي في إقليم بوليا الإيطالي.

## السكان
في سنة 1861 بلغ عدد السكان 799 نسمة، وتطور العدد ليصل في سنة 2011 لـ 1٬730 نسمة.
يظهر هذا المخطط البياني تطور النمو السكاني لـ مارتينيانو